# Matthew Parrish
Matthew Parrish (* 14. Oktober 1969 in Fresno) ist ein US-amerikanischer Jazzmusiker (Kontrabass, Arrangement, Komposition) des Modern Jazz.

## Leben und Wirken
Parrish wuchs in einer musikbegeisterten Familie auf; sein Vater spielte früh in seiner Militärkarriere Kontrabass. In der Mittelschule begann er zunächst mit der Trompete, bevor er kurz vor der Bewerbung zum Studium an der Rutgers University bei Carolyn Davis, Larry Ridley und Charles Fambrough zum Kontrabass wechselte. Nach dem Abschluss zog er nach Philadelphia, wo er bald in Ortlieb’s Jazz Haus mit Mickey Roker und Shirley Scott spielte. Das Trio begleitete dort Musiker wie Cecil Payne, Johnny Coles oder Sylvia Syms. Erste Aufnahmen entstanden 1995, als er im Trio des Pianisten Orrin Evans spielte (Deja Vu). In den folgenden Jahren arbeitete er zunächst meist in Pennsylvania, u. a. mit Bobby Durham, Ron Carter und Byron Landham. Außerdem tourte er international mit Al Grey und trat mit Veteranen wie Clark Terry, Marian McPartland, Dr. Lonnie Smith, Lou Donaldson, Joe Cohn, Savion Glover und Bill Charlap auf. Er gehörte zu den Bands von Greg Osby, Jon Jang, Stefon Harris, James Newton und Regina Carter (I'll Be Seeing You – A Sentimental Journey, Verve).
Unter eigenem Namen legte Parrish 2002 das Album Circles vor, das er mit dem Tenorsaxophonisten Joel Frahm, dem Pianisten Vincent Bourgeyx und dem Schlagzeugers Steve Hass eingespielt hatte und lobend in Allmusic besprochen wurde. Neben Eigenkompositionen spielte er Arrangements von Victor Feldmans „Seven Steps to Heaven“, Duke Ellingtons „Flirtibird“ und dem Traditional „Go Tell It on the Mountain“.
In Pennsylvania entstanden Aufnahmen mit Ruth Naomi Floyd, John David Simon, David Leonhardt, Ben Schachter und Michelle Lordi, ab den 2000er-Jahren in New York City weiterhin mit Anthony E. Nelson und Houston Person (Rain or Shine, 2017). Gegenwärtig (2019) gehört er auch dem Chip White Dedications Sextet an. Parrish ist an mehr als 60 Aufnahmen beteiligt, unter anderem auch mit Wynton Marsalis, Dee Dee Bridgewater, Paquito D’Rivera, Clark Terry, Etta Jones, James Williams, Harry Sweets Edison, James Newton, Miri Ben-Ari, Gary Thomas, Vana Gierig, Orrin Evans und Karine Aguiar.
Parrish unterrichtet an der Princeton University.